# Christopher Stringer
Christopher Stringer (ur. 1947) – brytyjski antropolog, jeden z najważniejszych zwolenników teorii "afrykańskiej Ewy".

## Życiorys
Ukończył antropologię na University College London. Doktoryzował się z anatomii na University of Bristol. Obecnie jest kierownikiem badań wydziału antropogenezy Muzeum Historii Naturalnej w Londynie. 
Od 2004 roku członek Towarzystwa Królewskiego w Londynie.
Ma troje dzieci i mieszka w Sussex.

## Praca naukowa
Odegrał istotną rolę w sformułowaniu teorii o afrykańskim pochodzeniu człowieka. W swoich badaniach pokazał, że - wbrew wcześniejszym przekonaniom - to nie neandertalczycy odgrywali najistotniejszą rolę w ukształtowaniu się współczesnych Europejczyków.

## Wybrane publikacje
- Afrykański exodus (wspólnie z Robinem McKie, oryg. ang. African Exodus. The Origins of Modern Humanity, 1997) – przedstawienie teorii popularnie nazywaną "afrykańskim exodusem", którą autorzy przeciwstawiają multiregionalnej koncepcji pochodzenia człowieka współczesnego[3][4][5][6].
- The Complete World of Human Evolution (wspólnie z Peterem Andrewsem, 2005) – przedstawiającej ostatnie 20 milionów lat ewolucji małp i hominidów[7].
- Homo britannicus (2006) – dzieje człowieka na terenie obecnych Wysp Brytyjskich[8].
- The Origin of Our Species (2012)[2].